# 船橋市立海神小学校
船橋市立海神小学校（ふなばししりつ かいじんしょうがっこう）は、千葉県船橋市海神二丁目にある公立小学校。

## 交通
- JR総武線船橋駅下車　徒歩約10分
- 東葉高速線東海神駅下車　徒歩約5分
- 京成本線海神駅下車　徒歩約15分

## その他

### 4校○○会
海神中、海神小、西海小、海神南小のPTAが協力して会を催す。例 : 4校PTAソフトボール大会、四校合同懇親会。
部活動は、バスケットボール部、サッカー部、ソフトボール部、弦楽部がある。